# Daniel Pyne
Daniel Pyne (* 29. Juni 1955 in Oak Park, Illinois) ist ein US-amerikanischer Drehbuchautor.
Anfang der 1980er-Jahre schrieb Pyne einige Folgen der Fernsehserie Miami Vice. 1988 entwickelte er die Serie The Street. 1991 gelang Pyne mit Doc Hollywood der Durchbruch.

## Filme
- 1990: Fremde Schatten (Pacific Heights)
- 1991: Doc Hollywood
- 1991: Auf die harte Tour (The Hard Way)
- 1992: White Sands – Der große Deal (White Sands)
- 1999: An jedem verdammten Sonntag (Any Given Sunday)
- 2002: Der Anschlag (The Sum of All Fears)
- 2004: Der Manchurian Kandidat (The Manchurian Candidate)
- 2007: Das perfekte Verbrechen (Fracture)
- 2017: Backstabbing for Beginners